# Susanne Schott-Lemmer
Susanne Schott-Lemmer (geb. Schott; * 1965 in Hannover) ist eine deutsche Politikerin (CDU). Sie war von 2001 bis 2006  Bürgermeisterin der Stadt Langenhagen. Von September 2015 bis Juni 2016 war sie Vorstandsmitglied des Diakonischen Werkes evangelischer Kirchen in Niedersachsen.

## Leben
Nach ihrem Abitur am Gymnasium Langenhagen studierte Susanne Schott-Lemmer Rechtswissenschaften, Soziologie sowie Philosophie und war anschließend wissenschaftliche Mitarbeiterin an der Universität Hannover.
Nach diversen Forschungsprojekten und Veröffentlichungen promovierte Susanne Schott-Lemmer mit einer politischen Biografie über Curt Rothenberger zum Doktor der Rechtswissenschaften. Von 2006 bis 2010 arbeitete sie als Rechtsanwältin und war danach als Geschäftsführender Vorstand im Evangelischen Hilfsverein tätig.

## Politik
Ab dem Jahr 1992 war sie Fraktionssprecherin im Ortsrat von Langenhagen-Kaltenweide, wurde dort 1996 Ortsbürgermeisterin und zog in den Rat der Stadt Langenhagen ein. 1999 wurde sie Vorsitzende des CDU-Ortsverbandes und ein Jahr später Stellvertreterin im Stadtverband Langenhagen. Von 2001 bis 2006 war Susanne Schott-Lemmer Bürgermeisterin von Langenhagen.
Am 24. September 2006 wurde Dr. Susanne Schott-Lemmer bei den Kommunalwahlen in Niedersachsen mit 47,7 Prozent in der Stichwahl als Langenhagener Bürgermeisterin nicht wieder gewählt. Ihr Gegenkandidat Friedhelm Fischer (SPD) bekam 52,3 Prozent und siegte mit 655 Stimmen Vorsprung.

## Schriften
- Curt Rothenberger – eine politische Biographie, Dissertation Martin-Luther-Universität Halle-Wittenberg 2001, DNB 963239597 (online PDF 240 Seiten, 2,95 MB).